# 巴耶博尼托
巴耶博尼托（西班牙語：Valle Bonito），是巴拿馬的城鎮，位於該國西北部，由恩戈貝-布格雷特區的聖卡塔利納奧卡洛韋博拉區負責管轄，面積256.4平方公里，2010年人口1,987，人口密度每平方公里7.8人。